# 中島京子 (AV女優)
中島 京子（なかじま きょうこ、1983年3月12日 - ）は、日本のAV女優。

## 略歴
埼玉県出身。1歳半のときから水泳を習い、中学3年まで続けた。またピアノや算盤といった習い事もしている。小学校4年の時に初めて官能小説を読んだ。小学校5年の時に男女の友人7、8人で集まり洋モノの裏ビデオを鑑賞した。小学校6年の時には、スカトロの漫画を友達と回し読みした。初体験は高校2年の11月、修学旅行中の朝6時ごろ、沖縄のホテルで行った。
2003年に『キスよりエッチ! 中島京子 小悪魔SEX』（h.m.p）でAVデビュー。
2004年にはミリオン（ケイ・エム・プロデュース）の専属女優ユニット「ミリオンガールズ2004」に選ばれた。
2007年12月31日をもって引退。
2013年1月7日、『復活!! 中島京子 初パイパン』でAVに復帰した。デリバリーヘルス「プロフィール」にも在籍している。

## 人物
- 趣味：ショッピング、音楽鑑賞
- 特技：テニス

## 出演作品

### アダルトビデオ
2003年
- キスよりエッチ! 中島京子 小悪魔SEX（5月21日、h.m.p）
- ラブレター（6月21日、h.m.p）
- えろかめ（7月21日、h.m.p）
- 禁断区域～侵入～（8月21日、h.m.p）
- Stage（9月21日、ビデオバンク）キスよりエッチ!、ラブレター、禁断区域～侵入～を収録
- プライベイト（9月23日、VIP）
- 完全密着（10月17日、メディアバンク）
- コスプレ☆メイト（10月22日、VIP）
- 着せ替えアイドル（11月14日、メディアバンク）
- 君のためにできること（11月21日、VIP）
- いちご白書（12月19日、メディアバンク）

2004年
- スキャンダル（1月21日、VIP）
- 遊女（1月30日、メディアバンク）
- 美人女教師（2月13日、メディアバンク）
- 中島京子の1日体験ソープ嬢（2月17日、VIP）
- 過激サービスソープ嬢（3月19日、メディアバンク）
- ワタシがヌイてあげる（4月9日、メディアバンク）
- 罪と罰（4月23日、VIP）
- 人間崩壊（5月14日、メディアバンク）
- 中島京子 4時間（5月28日、ケイ・エム・プロデュース）
- 淫欲屋敷の美幽霊 完全版 ファイブドールズ（6月25日、ケイ・エム・プロデュース）
- 完全なるイカセ4時間 2004（7月30日、ケイ・エム・プロデュース）
- 中島京子 大全集（2004年8月20日、メディアバンク）※総集編
- ミリオンガールズのお仕事ですよ! 完全版（8月27日、ケイ・エム・プロデュース）
- ザ･パーフェクトAV!美脚アイドル4時間（9月17日、メディアバンク）
- 女子アナはきっとこんなに違いない! 中島京子 完全版（9月17日、ケイ・エム・プロデュース）
- 裏・中島京子 完全版（10月22日、ケイ・エム・プロデュース）
- ビージーン（11月26日、桃太郎映像出版）
- コスプレックス（12月3日、桃太郎映像出版）
- 24人のカリスマアイドル4（12月24日、ケイ・エム・プロデュース）

2005年
- Wild Thing X（1月7日、桃太郎映像出版）
- 猥褻（2月18日、桃太郎映像映像）
- VERY BEST OF 中島京子 完全版（2月25日、ケイ・エム・プロデュース）※総集編
- Fero－mode 妖艶なる淫女編（3月18日、桃太郎映像出版）
- 完全撮りおろしスーパースター 4時間SPECIAL 2（4月22日、ケイ・エム・プロデュース）
- デジタルモザイク Vol.080（7月13日、MOODYZ）
- 僕の実録痴女体験（8月13日、MOODYZ）
- 漫画的痴女（9月13日、MOODYZ）
- 情熱Fuck（10月13日、MOODYZ）
- ソープランドへ行ってみたら、そこに天然痴女がいた! （11月13日、MOODYZ）
- ドリームウーマン54（12月1日、MOODYZ）

2006年
- 東京若妻性活（1月13日、MOODYZ）
- Ecstasy4～乱交heaven～（2月13日、MOODYZ）
- 黒人中出し20連発 奴隷メイド（3月13日、カルマ）
- デカちん（5月13日、カルマ）

2007年
- 断りきれない女たち 3（6月25日 モデスト）
- レイプ!無人島サバイバー 捕まったら最後 LAST シーズン1（7月5日 サディスティックヴィレッジ）
- レイプ!面接に来た女優をその場で速攻レイプ!（9月6日 サディスティックヴィレッジ）
- 秘肉拷問女集団 ポルチオレズエステ 2（9月15日、Baby Entertainment）
- 痴女キャバクラ 2（9月15日、トップワン）
- 逆ナンパ中出し II ナンパして中出しさせる7人のギャル（11月10日、隼エージェンシー）
- こだわりの手コキ 4時間SP VI 30人のハンドメイド（11月10日、隼エージェンシー）
- 犯られた人妻たち・11章 中出しされる4人の人妻（11月16日、Nadeshiko（なでしこ））
- ムンムン 新人女子社員 Hな健康診断 カフェスタッフ（編）（11月22日、V&Rプロダクツ）
- 現役女子大生SEXカウンセリング セラピスト中島京子（11月23日、アップス）
- フェラグランプリ2008（12月1日、隼エージェンシー）※AVグランプリ2008 マニアステージ エントリー作品
- 近親妻第 2章 禁断の関係に萌えあがる人妻たち（12月8日、隼エージェンシー）
- オナニスト 第19章（12月8日、隼エージェンシー）

2008年
- エロマンオフィスレディー（1月31日、LEO）

2013年
- 復活!! 中島京子 初パイパン（1月7日、マドンナ）
- 解禁初アナル!!人妻肛門販売 ～犯されたセールスレディの恥穴～（2月25日、マドンナ）

### イメージビデオ
- Scandals（2003年4月21日、h.m.p）

### テレビ番組
- Peach-Pit 桃のたね（MONDO TV）

### シングル
- smile（2005年4月20日、Sexual Kiss Records） - マキシシングル DVD + CD

## 書籍

### 写真集
- 午後5時からの私 after5
- COLORS